# Gouesnach
Gouesnach is een gemeente in het Franse departement Finistère, in de regio Bretagne. De plaats maakt deel uit van het arrondissement Quimper. Gouesnach telde op 1 januari 2022 2.765 inwoners.

## Geografie
De oppervlakte van Gouesnach bedroeg op 1 januari 2022 17,07 vierkante kilometer; de bevolkingsdichtheid was toen 162 inwoners per km².

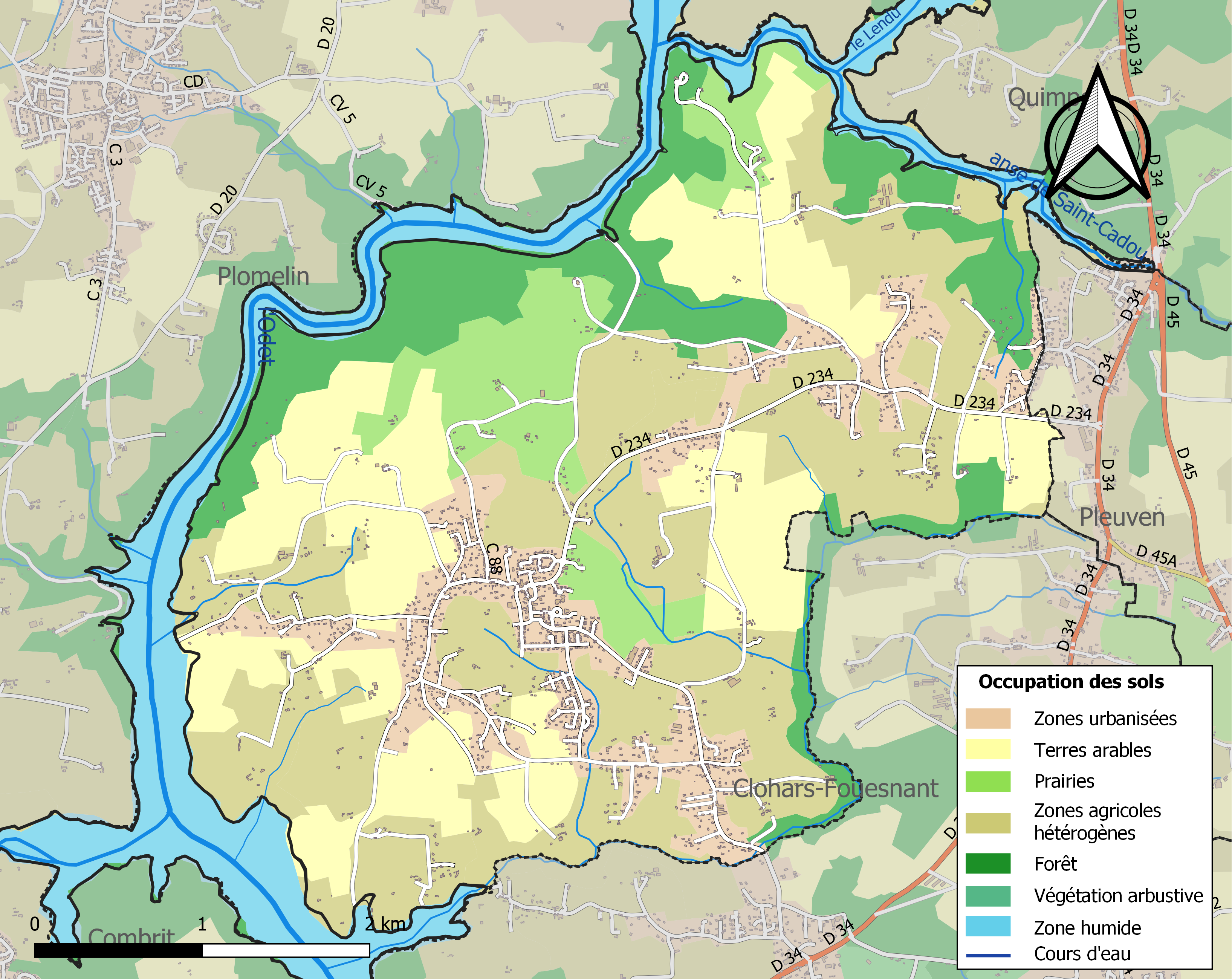
Kaart van de gemeente met belangrijkste infrastructuur, bodemgebruik en omliggende gemeenten

## Demografie
Onderstaande figuur toont het verloop van het inwonertal (bron: INSEE-tellingen).
Bénodet · Clohars-Fouesnant · La Forêt-Fouesnant · Ergué-Gabéric · Fouesnant · Gouesnach · Pleuven · Saint-Évarzec